# Diego Medrano y Treviño
Diego Medrano y Treviño (Ciudad Real, 13 de novembre de 1784 – Ciudad Real, 2 de juliol de 1853) va ser un militar espanyol, polític liberal, i assagista tècnic reformador.

## Biografia

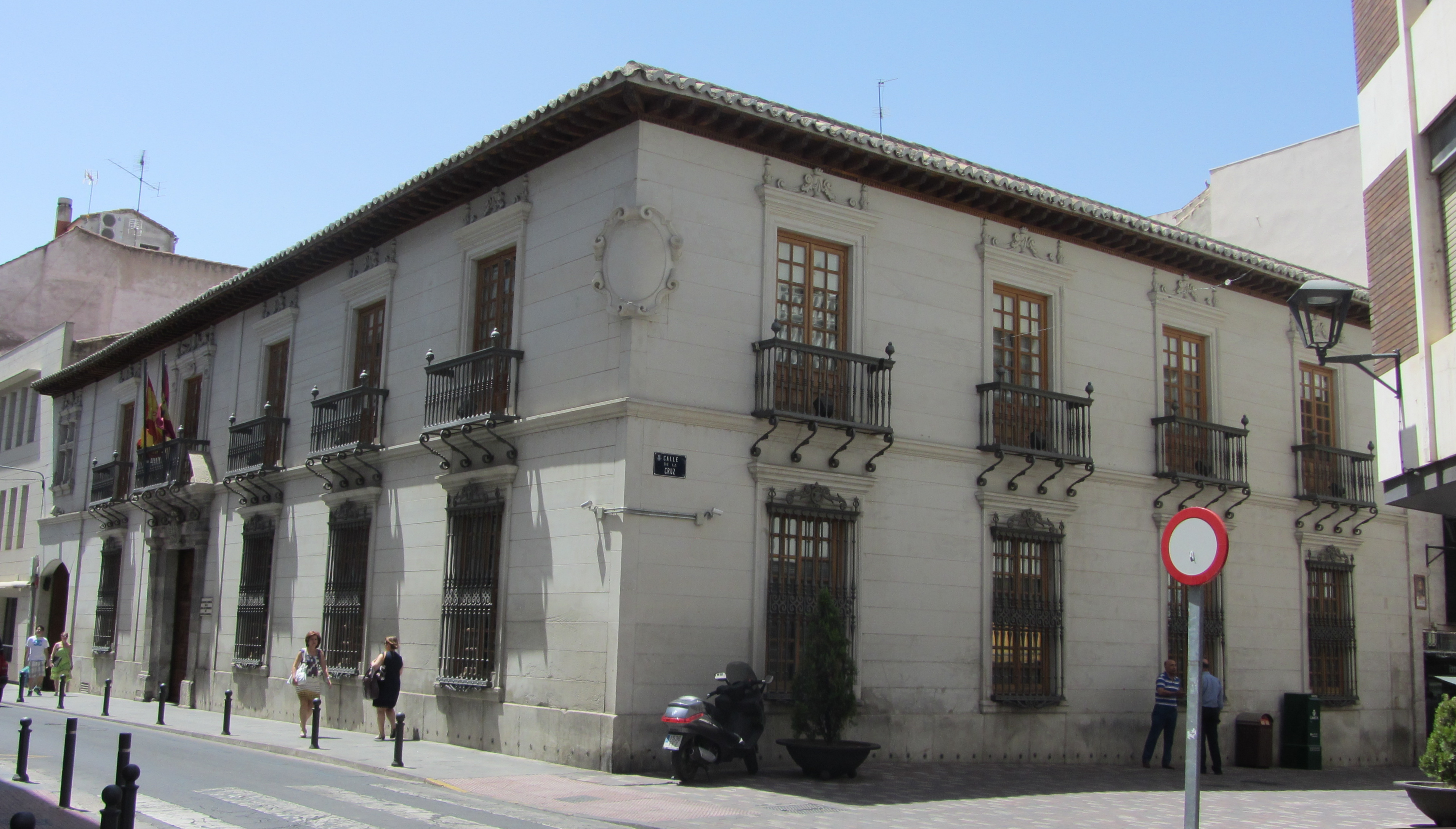
Palacio de Medrano en Ciudad Real.

Era fill de José de Medrano y Monroy, coronel del Regiment Provincial de Milícies i originari d'Almagro, i d'Isabel Treviño y Treviño, Senyora de Valdarachas.
L'1 de setembre de 1808 ingressa a l'exèrcit com a cadet. En esclatar la guerra del francès va romandre a Ciudad Real i Conca amb el seu regiment fins que l'11 de maig de 1809 va embarcar de sotstinent a Cartagena, camí de Cadis, on va ser nomenat Ajudant de Camp de la Divisió de l'Exèrcit del Centre, participant en la batalla d'Ocaña i en la de Vila Manrique. En 1810 lluità a Sierra Morena, Niebla i en la defensa de Moguer. En 1811, el 5 de març, en la batalla de Chiclana i en els camps de Torre Bermeja, on ascendeix a capità. L'1 de novembre de 1812 passa a formar part de l'Exèrcit de Reserva d'Andalusia, amb el que participa en la presa del castell de Pancorbo, a Burgos, i en el bloqueig de Pamplona, així com en la defensa de Villava. Assisteix amb les seves bateries a la derrota del general francès Soult, que va obligar els francesos a passar el Bidasoa. Més tard passa d'ajudant a l'Estat Major del Duc de Ciutat Rodrigo, amb el qual ocupa el Rosselló fins al seu retorn a Espanya i terminació de la campanya. En 1819 és nomenat tinent coronel del Reial Cos d'Artilleria.
En 1820 deixà l'exèrcit quan fou elegit diputat a les Corts Espanyoles per la província de La Manxa entre 1820 i 1822; Però a la fi de 1823, amb la caiguda del Règim liberal, es va enfrontar a les tropes reials dels Cent Mil Fills de Sant Lluís i es convertí en un militar deshonrat i condemnat a l'ostracisme, però també a l'exili interior durant la Dècada Ominosa (1823-1833).
En 1834 fou escollit Procurador en Corts per Ciudad Real (un cop extinta la província de La Manxa), amb José Vicente Baillo, Rafael Cavanillas, Ramón Giraldo i el Marquès de Montaña Nueva. A l'any següent, seria nomenat Vicepresident de l'Estamento de Próceres i de febrer a juny de 1835 fou Ministre de l'Interior amb els governs de Francisco Martínez de la Rosa i el comte de Toreno. Posteriorment fou senador per Castelló de la Plana (1837-1839) per Ciudad Real (1843-1845) i des de 1845 Senador vitalici.

## El Projecte Medrano: La creació de lesCaixes d'Estalvis d'Espanya

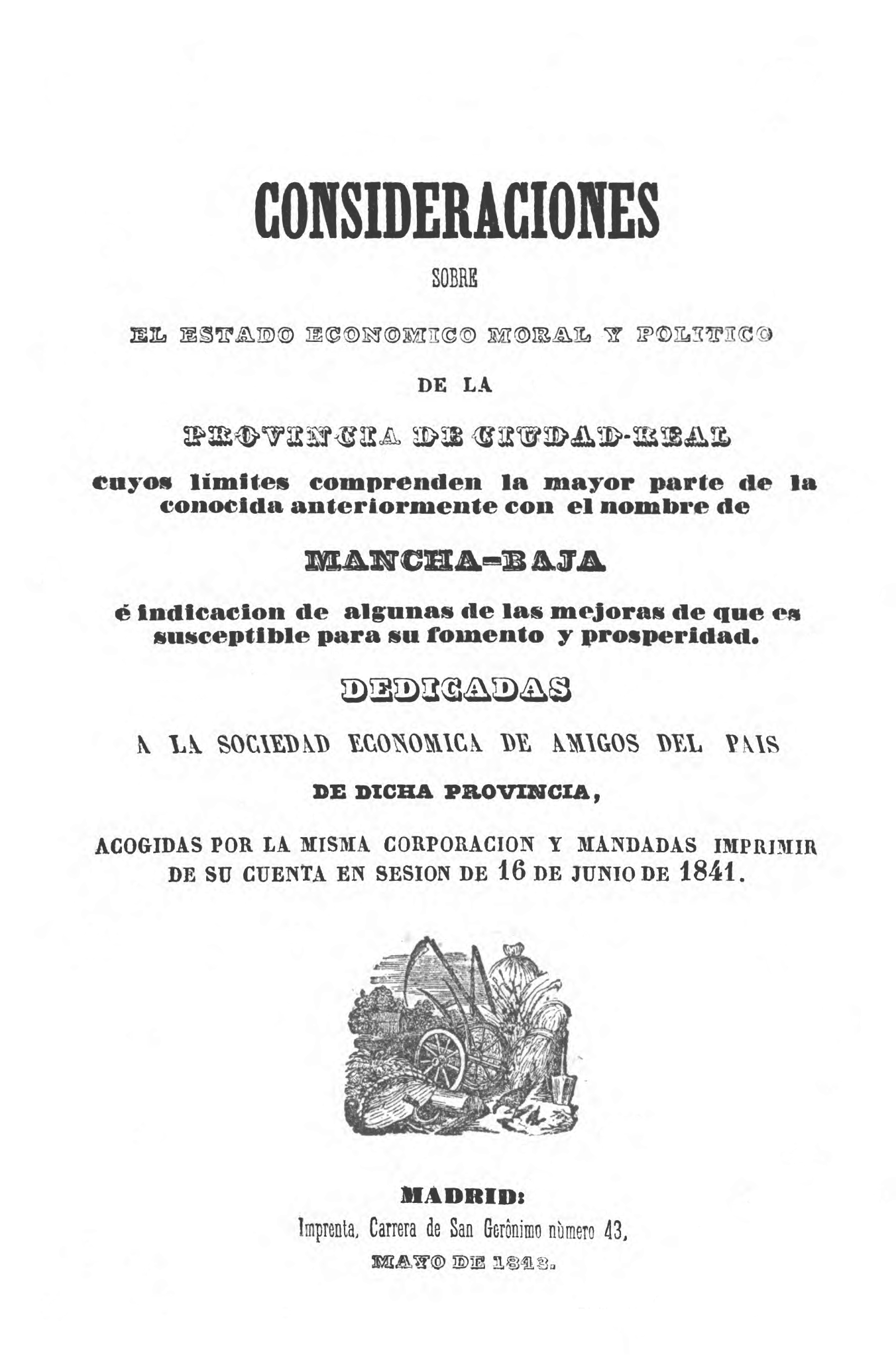
Portada original del llibre "Consideraciones sobre el estado económico, moral y político de la provincia de Ciudad Real" (1843).

Sent Ministre d'Interior en 1835, Medrano va signar la primera disposició espanyola sobre Caixes d'Estalvis (Reial Ordre de 3 d'abril de 1835), erigint-se la primera, a Madrid, en 1838. La finalitat de les Caixes era diferent a la dels Monts de Pietat, més com a cases d'obstinació (protegits per la cúria catòlica), i que ja existien a la vila de Madrid des de 1702. Les Caixes d'Estalvis, en canvi, eren d'origen liberal i mercantil (ideal protestant), però que es fusionarien definitivament amb els Monts de Pietat, en 1869.
A la mort de Ferran VII, en 1833, Diego Medrano havia tornat a ser persona important quan els liberals moderats es van fer càrrec del Govern, i van aconseguir de nou els seus alts càrrecs polítics. Llavors Medrano es relaciona amb importants ministres constitucionalistes, entre ells Javier de Burgos.
Diego de Medrano sempre va ser una personalitat molt preocupada pels greus problemes econòmics i financers d'aquella complicada època espanyola. Pel que va ser el promotor i fundador de les primeres Societats Econòmiques d'Amics del País (creador, en 1834, de la SEAP. de Ciudad Real), poc abans de redactar i signar la Reial Ordre sobre Caixes d'Estalvis. Això l'havia ideat, possiblement, ell mateix, tenint segurament com a antecedents, els experiments socioeconòmics d'aquest tipus que, per aquelles dates, es presentaven amb les recentment creades Caixes d'Estalvis angleses de principis del segle xix.
La creació de les Caixes d'Estalvis que propugnava la Real Ordre de 1835 va ser conseqüència dels exemples ja existents en el Regne Unit, ben coneguts pels liberals espanyols de la Regència de Maria Cristina. Però també, i molt especialment, del seu impuls personal i decisiu. A ell li va correspondre la responsabilitat política d'ordenar que s'engegués un dels processos que més profunda i positivament han influït en el sistema financer espanyol al llarg de gairebé els dos últims segles de la nostra història.
Els objectius fonamentals del projecte socioeconòmic de Medrano, es basava en els següents punts:
1. Les Caixes haurien de crear-se per fomentar l'esperit d'estalvi a les classes populars.
2. Que l'estalvi i les Caixes haurien d'integrar a l'home en la societat evitant la seva exclusió o marginació.
3. Que les Caixes haurien de combatre la usura, competint durament amb els qui la practiquessin.
4. Que els recursos captats s'haurien de destinar a inversions en l'àmbit privat i solament en tasques públiques quan “fossin els fons públics l'asil segur i avantatjós dels estalvis del pobre” .
5. Que l'administració d'aquests recursos hauria de fer-se per persones dotades de l'esperit de filantropia; que fossin capaços d'“obtenir un rèdit proporcionat” i que atenguessin, a més, a la seguretat dels dipòsits rebuts.[5]

## Obres
- Consideraciones sobre el estado económico, moral y político de la provincia de Ciudad Real. Madrid: Imp. Carrera de San Gerónimo; 1843.